# Замбужаль
Ка́штру ду Замбужа́л (порт. Castro do Zambujal — букв. «укреплённое поселение Замбужал»), или Замбужа́л — археологический памятник, укреплённое поселение. Расположено в 3 км от Торреш Ведраш. Возникло в 3 тыс. до н. э. в начале бронзового века.

## Открытие и раскопки
Памятник открыл португальский археолог Леонел Триндаде в 1932 году. В 1946 году памятнику присвоена категория национального наследия Португалии.
Первые систематические раскопки начались в период 1959—1961 гг., их возглявлял Леонел Триндаде. Начиная с 1964 г. и по 1973 раскопки проводились под руководством Мадридского института археологии. Возобновились в 1994/95 гг. Начиная с 1996 года проводятся периодические раскопки под руководством португальского института археологии.

## Архитектура и конструкция
Замбужал представлял собой укреплённое поселение, причём укрепления сооружались в несколько этапов. Вокруг города расположены круглые и полукруглые бастионы, толщина стен которых достигает 5—10 метров, в центре расположена крепость с относительно тонкими стенами и массивными башнями.
Город был частично разрушен около 1700 года до н. э. 

## Культура
Для Замбужала характерно большое количество колоколовидной керамики.
Местные органы власти выдвинули кандидатуру Замбужала на присвоение статуса памятника Всемирного наследия ЮНЕСКО.